# Benedikt
Benedikt (in tedesco Sankt Benedikt in Windischbüheln) è l'insediamento capoluogo comunale di Benedikt, incastonato nell'ameno paesaggio collinare delle Slovenske Gorice (lett. Montagnole Slovene), in una regione in cui si producono ottimi vini. Il paese è rinomato nell'area anche per la parrocchiale degli Sveti Trije Kralji, cioè dei tre Re Magi, santuario su un colle frequentato da pellegrini fin dal XVI secolo.